# Noah Silver
Noah Silver (* 18. Oktober 1994 in Miami) ist ein amerikanisch-französischer Schauspieler.
Noah Silver wurde als Sohn eines US-Amerikaners und einer Französin in den Vereinigten Staaten geboren. Als er 4 Jahre alt war, zog die Familie nach Frankreich, wo er die Schule besuchte und mit 16 das Lycée François Premier in Fontainebleau abschloss. Seit seinem 14. Lebensjahr arbeitet er als Schauspieler in Film- und Fernsehproduktionen.  Nach Abschluss des Lycée François Premier begann er ein Studium an der University of Pennsylvania, das er wegen seiner Arbeit als Schauspieler unterbrach. Er besitzt die Staatsbürgerschaft von Frankreich und der USA.

## Filmographie
- 2009–2010 Une famille formidable, als Thierry (frz. TV-Serie bei TF1)
- 2010 Die Reise des Personalmanagers
- 2011 La république des enfants (frz. Fernsehfilm)
- 2011–2013 Die Borgias – Sex. Macht. Mord. Amen. als Benito Sforza
- 2014 Jamie Marks Is Dead als Jamie Marks
- 2014–2016 Tyrant als Sammy Al-Fayeed
- 2015 Last Knights – Die Ritter des 7. Ordens als Gabriel
- 2017 The Tribes of Palos Verdes als Adrian